# Jiří Lipták
Jiří Lipták, född 30 mars 1982, är en tjeckisk sportskytt.
Lipták slutade på 18:e plats i trap vid olympiska sommarspelen 2012 i London. Vid olympiska sommarspelen 2020 i Tokyo tog Lipták guld i trap.